# Croix des prêtres
La croix des prêtres, près du lieu-dit le Tertre, sur la commune de Lanouée dans le Morbihan.

## Historique
La croix des prêtres fait l’objet d’une inscription au titre des monuments historiques depuis le 15 mars 1996.